# 예일여자고등학교
예일여자고등학교(禮一女子高等學校)는 대한민국 서울특별시 은평구 구산동에 있는 사립 고등학교이다.

## 학교 연혁
- 1965년 : 문성여상을 김예환 박사가 인수하여 기독교 교육의 이념 아래 학교를 새롭게 설립
- 1969년 : 은평구 구산동 8-3 교사 신축 이전, 예일여자상업고등학교로 교명 변경
- 1974년 : 주간 고교는 상업계에서 예일여자고등학교로 야간은 예일여자고등학교 상과로 전환
- 1985년 : 초현대식 대강당 독보기념관(지하 1층, 지상 3층, 연건평 968.57평)이 준공
- 1996년 : 종합교육관(지하 1층, 지상 4층, 연건평 1000평) 신축
- 2002년 : 종합교육관 건물에 2개층을 증축(일반교실 10실, 세미나실 1실)
- 2006년 : 100석 규모의 시청각실과 154석 규모의 세종실과 192석 규모의 율곡실을 리모델링하여 개관
- 2007년 : 154석 규모의 퇴계실을 리모델링하여 개관
- 2015년 : 급식실(만나홀) 신축
- 2017년 : 제7대 김완동 교장 취임
- 2019년 : 만나홀 6층에 실내체육관 신나지움을 준공

## 참고 자료
- 예일여자고등학교 - 한국교육학술정보원 학교알리미